# Воробчак Назарій Володимирович
Назарій Володимирович Воробчак (нар. 22 березня 2000, Бурштин, Галицький район, Івано-Франківська область, Україна) — український футболіст, правий півзахисник українського футбольного клубу «Минай».

## Життєпис
Народився 22 березня 2000 року в місті Бурштин Галицького району. Футболом розпочав займатися 2012 року в «УФК-Карпати», де виступав протягом чотирьох сезонів. Потім виступав на молодіжному рівні за «Енергетик-ДЮСШ» (Галич) та «Ніка» (Івано-Франківськ). Дорослу футбольну кар'єру розпочав 2017 року в «Бистриці» (Вовчинець), яка виступала в чемпіонаті Івано-Франківської області.
Напередодні старту сезону 2018/19 років перейшов до структури «Олександрії». У футболці «городян» дебютував 10 серпня 2018 року в нічийному (1:1) виїзному поєдинку 1-го туру юнацького чемпіонату України проти «Маріуполя». Назар вийшов на поле в стартовому складі та відіграв увесь матч. Першим голом за юнацьку команду олександрійців відзначився 28 вересня 2018 року на 60-ій хвилині переможного (3:0) домашнього поєдинку 7-го туру проти київського «Арсеналу». Воробчак вийшов на поле в стартовому складі та відіграв увесь матч. За «Олександрію» в молодіжному чемпіонаті України дебютував 21 травня 2019 року в програному (0:2) виїзному поєдинку 30-го туру проти полтавської «Ворскли». Назарій вийшов на поле на 58-ій хвилині, замінивши Андрія Глобу. У сезоні 2018/19 років зіграв 25 матчів за юнацьку команду, а також 3 поєдинки за молодіжну команду «городян». Окрім цього відзначився 9-ма голами в юнацькому чемпіонаті України, завдяки чому став другим найкращим бомбардиром олександрійської команди. Вілтку 2021 року підсилив галицькі «Карпати», у футболці яких зіграв 21 матчі та відзначився 6-ма голами в аматорському чемпіонаті та кубку України.
10 лютого 2020 року підписав 2-річний контракт з «Прикарпаттям». У футболці франківського клубу дебютував 24 червня 2020 року в програному (1:5) виїзному поєдинку 20-го туру Першої ліги України проти «Миколаєва». Назарій вийшов на поле в стартовому складі, а на 41-ій хвилині його замінив Володимр Радульський. Дебютним голом за «Прикарпаття» відзначився 6 жовтня 2020 року на 3-ій хвилині нічийного (1:1) домашнього поєдинку 5-го туру Першої ліги України проти одеського «Чорноморця». Воробчак вийшов на поле в стартовому складі та відіграв увесь матч, а на 39-ій хвилині отримав жовту картку. 28 грудня 2020 року визнаний вболівальниками другим найкращим гравцем «орлів» осінньої частини чемпіонату 2020/21. На початку грудня 2020 року за інформацією вебпорталу ua-football.com (в свою чергу посилається на Meta-ratings.com.ua) Назар Воробчак зацікавив «Верес».